# Sendai
Sendai (仙台市, Sendai-shi) é uma cidade designada capital da prefeitura de Miyagi, no Japão. É a maior cidade da região de Tohoku. Localiza-se na costa nordeste da ilha de Honshu, numa estreita faixa costeira entre o Oceano Pacífico e uma zona montanhosa. Em Junho de 2020 possuía 1,091,407 milhões habitantes em 525,828 residências, e uma área total de 783.54km².
Possui os seguintes bairros: Aoba-ku, Miyagino-ku, Wakabayashi-ku, Taihaku-ku e Izumi-ku.

## Clima
Sendai tem um clima subtropical úmido (Köppen Cfa),que apresenta verões quentes e úmidos, e invernos frios e secos. Os verões de Sendai não são tão quentes quanto em Tóquio, enquanto os invernos são muito mais amenos do que em Sapporo, mas mantém diferenças sazonais significativas na temperatura e nas chuvas. Os extremos variam de −11,7 a 37,2 °C (10,9 a 99,0 °F). Das capitais das prefeituras do Japão, Sendai experimenta o menor número de dias de temperaturas extremas (altas fora de 0-30 °C (32-86 °F)) a 19,6 por ano, em comparação com a média de Tóquio de 49.
Os invernos são frios e relativamente secos, com temperaturas de janeiro em média 1,5 °C (34.7 °F). A queda de neve é muito menor do que cidades na costa do Mar do Japão, como Niigata e Tottori. Os verões são muito quentes e grande parte da precipitação do ano é entregue neste momento, com uma média de agosto de 24,1 °C (75.4 °F). A cidade raramente é atingida por tufões, e experimenta apenas 6 dias com mais de 10 centímetros de chuva em média. A estação de monções de Sendai geralmente começa no final de abril até o início de outubro, que é mais tarde do que na maioria das cidades do Japão. Durante esta temporada, ventos frios da massa de ar Okhotsk, chamada "Yamase", sopram e deprimem altas diurnas.

## Economia
Sendai é o centro da economia da região de Tōhoku, e é a base da logística e transporte da região. O PIB da Grande Sendai, Área Metropolitana de Emprego de Sendai (1,6 milhão de pessoas), foi de US$ 61,7 bilhões em 2010.  A cidade de Sendai por si só tem um PIB nominal de aproximadamente US$ 50 bilhões a partir de 2015. A economia da cidade depende fortemente do varejo e dos serviços – as duas indústrias fornecem aproximadamente dois terços do emprego e cerca de metade dos estabelecimentos.
Sendai é frequentemente chamada de economia de filiais[por quem?], porque pouquíssimas grandes empresas estão sediadas na cidade. Várias autoridades estão cooperando para aliviar esse problema, principalmente incentivando empreendimentos de alta tecnologia da Universidade de Tohoku, que é bem conhecida por seus departamentos de ciência e engenharia. Há também incentivos para startups disponíveis na prefeitura.
A Tohoku Electric Power, uma das principais fornecedoras regionais de energia elétrica, tem sua sede em Sendai e também opera a Usina Termelétrica Shin-Sendai localizada dentro da cidade.
A taxa de crescimento econômico de Sendai estabilizou desde o terremoto no Japão em 2011. A taxa de crescimento foi de apenas 0,4% em 2011, após o terremoto ter criado turbulência econômica nas áreas costeiras. No ano seguinte, em 2012, a taxa subiu para 10,4% após os esforços de reconstrução. Desde então, caiu para uma tendência mais próxima do esperado de 3,7% em 2013. O turismo em 2016 atraiu cerca de 2,229 milhões de visitantes para Sendai.

## História
Ainda que a área de Sendai já fosse habitada há 20.000 anos, a história de Sendai como cidade começa apenas em 1600, quando o daimyo Date Masamune se mudou para a região. Masamune não estava satisfeito com a sua fortaleza anterior em Iwadeyama, que se encontrava ao norte dos seus territórios, além de ser de difícil acesso a partir de Edo (a moderna Tóquio). Sendai tinha a localização ideal, situada no centro dos territórios sob a recente influência de Masamune, junto a uma estrada vinda de Edo e perto do mar. Tokugawa Ieyasu deu permissão a Masamune para construir aí um novo castelo em Aobayama, depois da Batalha de Sekigahara. Aobayama já tinha sido a localização de um castelo que servira ao anterior governador da área de Sendai. Por esta altura, Sendai era escrita com os caracteres kanji 千代 (que significam, literalmente, "mil gerações"), devido a um templo com mil estátuas de Buda (千体 sentai) localizado em Aobayama. Masamune mudou os caracteres kanji para 仙台 (que significa, literalmente, "eremita numa plataforma").
Estes últimos kanji foram retirados de um poema chinês que louvava um palácio fundado pelo imperador Wen da Dinastia Han, onde este era comparado ao mítico palácio das montanhas Kunlun. Diz-se que Masamune escolheu estes kanji para que o castelo prosperasse tanto quanto uma montanha habitada por um eremita imortal. Masamune ordenou a construção do castelo de Sendai Castle em Dezembro de 1600 e a fundação da povoação em 1601. As estradas reticuladas do centro da atual cidade de Sendai são baseadas nestes planos.
Sendai recebeu o estatuto de cidade em 1 de Abril de 1889, em resultado da abolição do sistema Han. Passou a ser cidade designada em 1 de Abril de 1989. A população da cidade excedeu o milhão em 1999.
Sendai tornou-se conhecida como "Cidade das Árvores" (杜の都 Mori no Miyako) antes da Restauração Meiji. Isto porque o Domínio de Sendai encorajavam os residentes a plantar árvores nos seus quintais. Muitas casas, templos e santuários no centro de Sendai tinham, por consequência, as suas próprias "florestas domésticas" (屋敷林 yashikirin) usadas para a obtenção de lenha, madeira e outros materiais de utilidade cotidiana. Os ataques aéreos, durante a Segunda Guerra Mundial, maior parte dessa vegetação foi destruída e que também não foi poupada com os trabalhos de reabilitação e desenvolvimento da cidade. Esforços recentes tentam reabilitar os espaços verdes da cidade, de forma que esta seja digna do nome que ainda ostenta.

### Sismo e tsunami de 2011

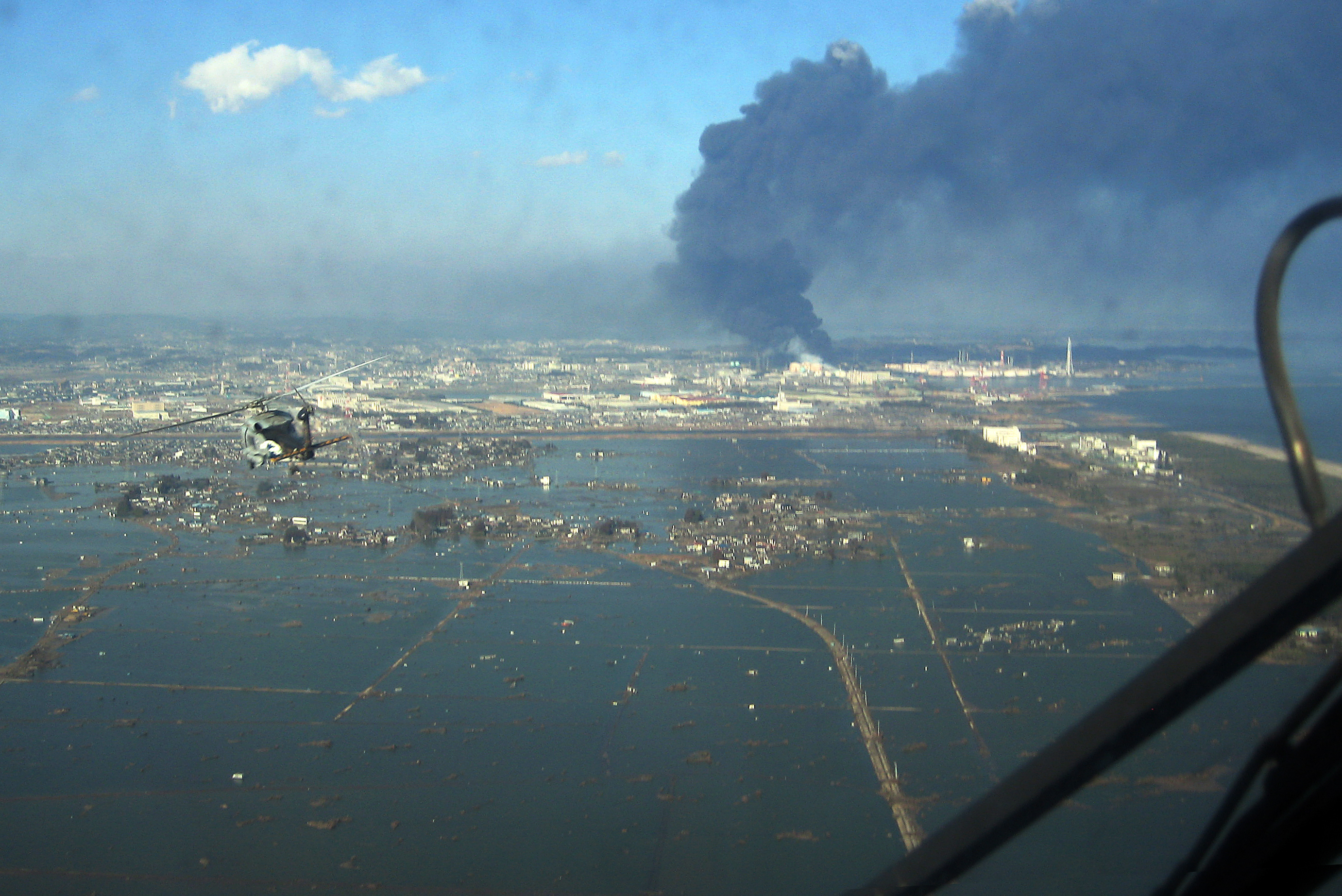
Vista aérea de Sendai em 12 de março de 2011.

No dia 11 de Março de 2011, Sendai sofreu o maior abalo sísmico já registrado na sua história, causado pelo sismo de Tohoku, alcançando a magnitude de 9,0 na escala sismológica de magnitude de momento.
Como consequência do terremoto, formou-se um tsunami com ondas de 4 metros que atingiu uma parte da cidade, destruindo casas e edifícios. Em menos de 14 horas, sofreu mais dois sismos de escala 6,1 e 6,2, acarretando, como consequência, uma explosão na central nuclear de Fukushima.
Em 2020, foi divulgado o vídeo que mostra o Aeroporto de Sendai sendo atingido pelo terremoto e em seguida pelo tsunami.

## Política

### Cidades gémeas japonesas
- Taketa. Ōita
- Nakano, Nagano
- Tokushima
- Uwajima, Ehime
- Shiraoi, Hokkaido

### Cidades-irmãs internacionais e com tratados de amizade
- Riverside, Estados Unidos
- Dallas, Estados Unidos
- Rennes, França
- Minsk, Bielorrússia
- Acapulco, México
- Changchun, China
- Gwangju, Coreia do Sul
- Oulu, Finlândia
- Taipé, Taiwan
- Florianopolis, Brasil

## Infraestrutura

### Transportes
Sendai é uma das mais importantes estações da linha de comboio de alta velocidade Tohoku Shinkansen, além de albergar o Aeroporto de Sendai, de onde partem voos internacionais para países vizinhos. A cidade tem uma linha de metro e tem outra em vias de ser concluída.

## Cultura
Sendai acolhe a Universidade de Tohoku. Entre os produtos tradicionais da cidade, salientam-se o gyuutan (牛タン), ou língua de vaca grelhada e fatiada finamente; sasakamaboko (笹かまぼこ), um tipo de enchido de peixe envolto numa folha; e zundamochi (ずんだ餅), bolas de mochi (arroz cozido) servidas com massa de edamame verde brilhante.

### Festas
- Festa Dontosai (festival de fogo no santuário)
- Festa Aoba Matsuri (Parada ao estilo Samurai)
- Festa Sendai Tanabata (Tanabata)
- Festa Johzenji de jazz de rua
- Cerimónia das estrelas de Sendai

### Esportes
Cidade sede do clube de futebol Vegalta Sendai, de basquete 89ers e de baseball Rakuten Eagles.